# Pierre-Édouard Bellemare
Pierre-Édouard Bellemare (Le Blanc-Mesnil, 6 marzo 1985) è un hockeista su ghiaccio francese.

## Carriera
Dal 2014 milita in NHL, dove ha vestito le maglie di Vegas Golden Knights (dal 2017) e Philadelphia Flyers (dal 2014 al 2017). In precedenza ha giocato in SEL con Skellefteå AIK (dal 2009 al 2014), in Allsv con Leksands IF (dal 2006 al 2009) e in Ligue Magnus con i Dragons de Rouen (dal 2002 al 2006).